# Sadaqa Jariya
 (janvier 2024).
Dans l'islam, le Sadaqa Jariya (en arabe: صدقة جارية), qui se traduit par charité continue ou aumône continue, qualifie tout acte de bienfaisance qui continue à être utile à l'humanité même après la mort de celui qui l'a accompli. En d'autres termes, celui qui laisse derrière lui une action bénéfique pour l'humanité continue à recevoir des récompenses pour cet acte même après sa mort,,,.
D'après Abu Huraira, le prophète Mahomet aurait dit : « Lorsqu’une personne meurt, toutes ses œuvres sont interrompues sauf trois : une aumône continue (Sadaqa jariya), une science bénéfique propagée, ou un enfant pieux qui fait des invocations en faveur de ses parents »,.

## Exemples
- Planter un arbre : La plantation d'arbres dans l'Islam est recommandée car ils présentent trois avantages fondamentaux : manger leurs fruits, se reposer à leur ombre et en tirer du bois de chauffage[6].
- Creuser un puits : Creuser des puits est également recommandé car cela permet à une personne de trouver plus facilement de l'eau et est considéré comme une œuvre de charité permanente car même après la mort de celui qui l'a creusé, l'humanité continue d'en bénéficier[6].
- Construire une mosquée : La construction de mosquées est considérée comme l'un des dons caritatifs continus les plus importants pour lesquels le propriétaire est récompensé, car chaque fois que les gens prient dans cette mosquée, la récompense ira également au propriétaire de cette mosquée[7].
- Laisser des connaissances utiles[6].
- Laisser quelque chose de bénéfique à l’humanité est considéré comme une charité permanente[7],[6].

Le prophète a dit : « Sept récompenses seront données au serviteur pendant qu'il sera dans sa tombe après sa mort : Quiconque enseigne le savoir, ou draine une rivière, ou creuse un puits, ou plante des palmiers, ou construit une mosquée, ou lègue un Coran, ou laisse un fils pour lequel il demandera pardon après sa mort. »[réf. nécessaire].